# Морозов Іван Сергійович (футболіст)
Іван Сергійович Морозов (нар. 7 березня 1997) — український футболіст, нападник клубу МФК «Миколаїв». У складі футбольного клубу «Миколаїв» 26 квітня 2017 роки зіграв у півфіналі Кубка України проти київського «Динамо», вийшоши на поле на 87-ій хвилині замість Моріса Пакоме.

## Життєпис
Іван Морозов народився 7 березня 1997 року. У ДЮФЛУ виступав з 2011 по 2014 рік у складі «Миколаєва».
Дорослу футбольну кар'єру розпочав у 2016 році виступами за ФК «Южноукраїнськ», який виступав у чемпіонаті Миколаївської області. Зіграв в обласному чемпіонаті 5 матчів, відзначився 1 голом. Того ж року перейшов до «Миколаєва». Дебютував у складі корабелів 24 липня 2016 року у програному (0:2) домашньому поєдинку 1-го туру першої ліги чемпіонату України проти чернігівської «Десни». Іван вийшов на поле в стартовому складі, а на 46-ій хвилині його замінив Ваге Саркісян. Наразі в першій лізі чемпіонату України у складі «Миколаєва» зіграв 7 матчів.